# Araneus pallasi
Araneus pallasi är en spindelart som först beskrevs av Tord Tamerlan Teodor Thorell 1875.  Araneus pallasi ingår i släktet Araneus och familjen hjulspindlar. Inga underarter finns listade i Catalogue of Life.